# Bulbostylis schomburgkiana
Bulbostylis schomburgkiana là một loài thực vật có hoa trong họ Cói. Loài này được (Steud.) M.T.Strong mô tả khoa học đầu tiên năm 1993.